# Longreach
Longreach (en español se puede traducir por: por fin lo alcanzamos)  es una ciudad ubicada en el centro-oeste del estado australiano de Queensland, aproximadamente a 700 km de la costa, al oeste de Rockhampton. 
La ciudad es llamada así después de alcanzar el río Thomson, junto al que está situada. El primer periódico de la ciudad apareció en 1887, y el Ferrocarril llegó a Longreach en 1892, causando un aumento de la población. 

## Geografía
Longreach se encuentra en el centro oeste de Queensland, aproximadamente a 700 km (430 millas) de la costa, al oeste de Rockhampton. La ciudad está en el Trópico de Capricornio en el sureste de la localidad. La ciudad lleva el nombre del "largo tramo" del río Thomson en el que se encuentra.
El Parque Nacional Lochern se encuentra en la parte suroeste de la localidad (anteriormente en Vergemont).
La carretera de Landsborough entra en la localidad desde el sureste (Ilfracombe), atraviesa la ciudad y luego sale hacia el noroeste (Corfield). La línea ferroviaria del Centro Oeste toma la misma ruta, y la ciudad está cubierta por la estación ferroviaria Longreach. Thomson Developmental Road comienza en la ciudad y pasa por el sureste de la localidad (pasando brevemente por la parte más occidental de Ilfracombe) antes de salir hacia el sur (Stonehenge).
En Longreach, las calles llevan el nombre de especies de aves, las calles que están situadas de este a oeste llevan el nombre de aves acuáticas y las que están situadas de norte a sur, de aves terrestres. La principal calle comercial se llama Eagle Street. Otras calles honran a Hudson Fysh, un pionero de la aviación australiana, y a Sir James Walker, un agricultor y alcalde del antiguo Longreach Shire Council.

## Historia
Longreach se encontraba en las tierras tribales tradicionales del pueblo Iningai. Iningai (también conocido como Yiningay, Muttaburra, Tateburra, Yinangay, Yinangi) es un idioma aborigen australiano hablado por el pueblo Iningai. La región del idioma Iningai incluye el paisaje dentro de los límites del gobierno local de la región de Longreach, particularmente las ciudades de Longreach, Barcaldine, Muttaburra y Aramac, así como las propiedades de Bowen Downs y las cuencas de captación de Cornish Creek y Alice River. 
Kuungkari (también conocido como Kungkari y Koonkerri) es un idioma del oeste de Queensland. La región del idioma Kuungkari incluye el paisaje dentro de los límites del gobierno local del Consejo de Longreach Shire y el Consejo de Blackall-Tambo Shire. 
La ciudad fue creada en 1887, y su oficina de correos abrió el 1 de octubre de 1891. La línea ferroviaria del Centro Oeste llegó a la ciudad el 15 de febrero de 1892, provocando un aumento de la población. La escuela estatal de Longreach abrió el 22 de mayo de 1893 con una matrícula de 102 estudiantes, y las Presentation Sisters fundaron una escuela primaria en 1900 que se convirtió en Our Ladies 'College. La escuela primaria de St Joseph se estableció en 1925. En 1935, Our Ladies 'College se expandió para ofrecer educación secundaria hasta los diez años, convirtiéndose en la primera escuela secundaria en el centro-oeste de Queensland. 
Cominos Brothers abrió un café en Eagle Street, la calle principal de la ciudad en 1911. El café era conocido como Comino Bros. Central Café and American Bar, probablemente porque tenía una fuente de refrescos de estilo americano. 
La oficina de correos de Longreach Rail abrió en abril de 1940 y cerró en 1962. 
La escuela secundaria estatal de Longreach se inauguró el 24 de enero de 1966. 
La Escuela Estatal de Evesham abrió en la antigua Morella el 23 de enero de 1967. Se suspendió el 31 de diciembre de 2009 y luego se cerró definitivamente el 31 de diciembre de 2010. 
El 1 de enero de 1986, Our Ladies 'College se trasladó al emplazamiento de St Joseph. En 1992 se añadió preescolar. A finales de 1994 volvió a ser sólo una escuela primaria (P-6). En 2002, la escuela cambió su nombre a Our Ladies 'School,
La Escuela de Educación a Distancia de Longreach (también conocida como Longreach School of the Air) se inauguró el 27 de enero de 1987.
A principios de abril de 2010, Longreach experimentó una plaga significativa de langostas descrita por los residentes locales como la peor en tres décadas. 
En el censo de 2011, Longreach registró una población de 3.137. 
En enero de 2019, se decidió reducir el número de localidades dentro de la región de Longreach fusionando las localidades al norte y al oeste de la ciudad de Longreach en la localidad de Longreach. Las localidades fusionadas fueron: Camoola, Chorregon, Ernestina, Maneroo, Morella, Tocal y Vergemont. Como consecuencia de esta fusión, la región de Longreach tiene solo tres localidades: Longreach, Ilfracombe e Isisford. 

## Lista de Patrimonio
- Longreach tiene varios sitios en la lista del patrimonio, que incluyen:

- Carretera Capricornio: estación de tren Longreach

- 111 Ibis Street: Centro de ambulancias Longreach

- Carretera de Landsborough: Hangar de Qantas

- Carretera de Landsborough (antes Morella): Darr River Downs

- 12 Swan Street: antigua casa de máquinas de Longreach

## Atracciones turística

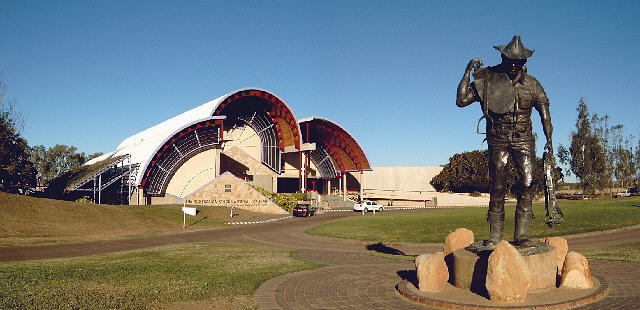
Museo de los primeros ganaderos

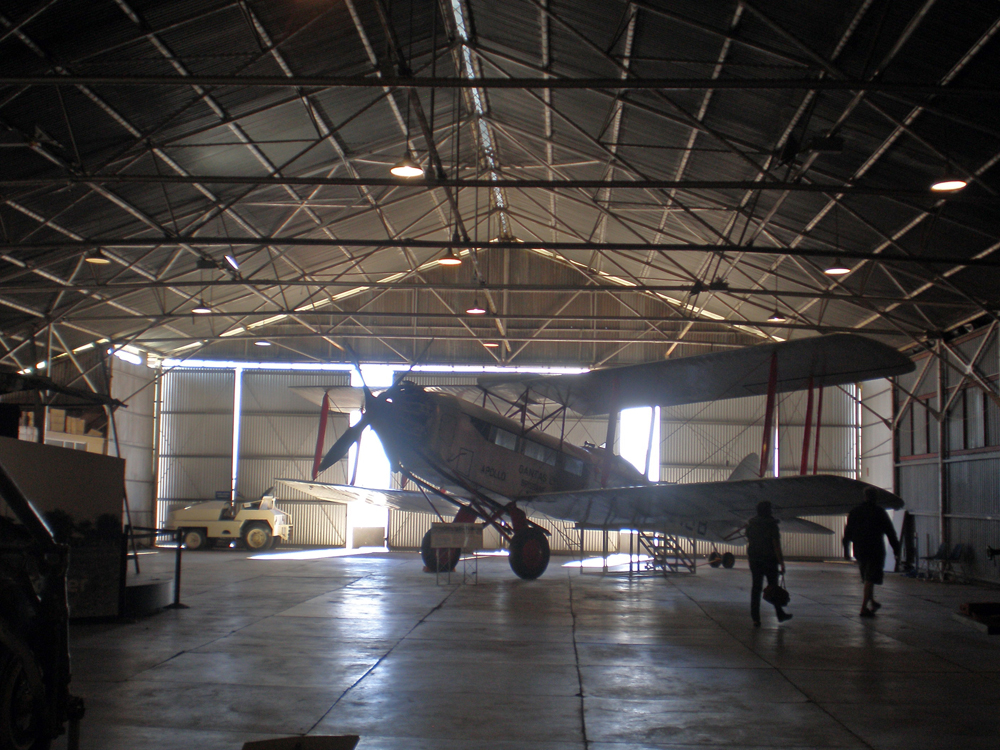
Museo-hangar de la aerolínea Qantas

En Longreach se encuentra Australian Stockman's Hall of Fame, un museo dedicado a los aborígenes y a los primeros ganaderos que fundaron la ciudad. El museo fue inaugurado en 1988 por la reina Isabel II del Reino Unido y su fin es mostrar la historia y modo de vida rural del interior de Australia. Desde que abrió ha tenido más de un millón de visitantes.
Longreach fue uno de los centros fundadores de Qantas, la más antigua aerolínea australiana, y la segunda más antigua del mundo. También hay un museo dedicado a esta aerolínea.

## Servicios
Longreach tiene un centro de información para visitantes, piscina, Powerhouse Museum y parques. Las tiendas de la ciudad incluyen IGA, Foodworks y Prices Plus.
El Consejo Regional de Longreach opera la Biblioteca de Longreach en el 106 de Eagle Street.
La sucursal de Longreach de la Asociación de Mujeres de Queensland Country tiene sus habitaciones en Duck Street. También hay una sucursal de la Asociación de Mujeres de Queensland Country en la antigua Morella (ahora parte de Longreach).

## Educación
La escuela estatal de Longreach es una escuela primaria del gobierno (P-6) para niños y niñas en el 125 de Ibis Street .
En 2017, la escuela tenía una matrícula de 197 estudiantes con 19 maestros (18 a tiempo completo) y 17 miembros del personal no docente (12 a tiempo completo).
Longreach State High School es una escuela secundaria del gobierno (7-12) para niños y niñas en la calle Jabiru. En 2017, la escuela tenía una matrícula de 179 estudiantes con 24 profesores (22 a tiempo completo) y 16 miembros del personal no docente (10 a tiempo completo).
La Escuela de Educación a Distancia de Longreach es una escuela pública primaria y secundaria (P-10) para niños y niñas en Sir James Walker Drive. En 2017, la escuela tenía una matrícula de 181 estudiantes con 28 profesores (24 a tiempo completo) y 15 miembros del personal no docente (11 a tiempo completo).
El Programa de Educación Especial de la Escuela Estatal de Longreach es un programa de educación especial primaria y secundaria (P-12) en la Escuela Estatal de Longreach en Kingfisher Street.
Our Lady's Catholic Primary School es una escuela primaria católica (P-6) para niños y niñas en 85 Eagle Street. En 2017, la escuela tenía una matrícula de 91 estudiantes con 10 maestros (9 a tiempo completo) y 7 miembros del personal no docente (4 a tiempo completo).

## Prensa
El periódico Longreach Leader se publica semanalmente. El área de Longreach también cuenta con varias estaciones de radio locales, incluidas ABC Western Queensland y estaciones comerciales 4LG y West FM.

## Personas Notables
Los residentes notables de Longreach incluyen:
- Carl Barron, comediante, nacido en Longreach

- Lobby Loyde, guitarrista de Purple Hearts y Coloured Balls, nacido en Longreach

- Bruce Saunders, miembro de la Asamblea Legislativa de Queensland, nacido en Longreach

- Matthew Scott, jugador de la liga de rugby, nacido en Longreach

- Edgar Towner, ganador de Victoria Cross, murió en Longreach y fue enterrado en el cementerio. Su tumba es un lugar protegido.